# Enrico Bartoletti
Enrico Bartoletti (Calenzano, 7 ottobre 1916 – Roma, 5 marzo 1976) è stato un arcivescovo cattolico italiano.

## Biografia
Nacque a San Donato, frazione di Calenzano, in provincia e arcidiocesi di Firenze, il 7 ottobre 1916.

### Formazione e ministero sacerdotale
Entrato nel seminario diocesano fiorentino, fu inviato a completare gli studi di teologia al prestigioso Almo collegio Capranica di Roma, dove incontrò importanti personalità spirituali e intellettuali, come mons. Giulio Belvederi, padre spirituale, mons. Cesare Federici, rettore del collegio, p. Agostino Bea, ideatore dello schema sull'ecumenismo del Vaticano II, successivamente cardinale. Inoltre, ebbe come compagni Luigi Novarese, Antonio Iannucci e Duilio Mengozzi.
Il 25 marzo 1938 fu ordinato diacono, nella cappella dell'Almo collegio Capranica a Roma, dall'arcivescovo Luigi Traglia, mentre il 27 luglio 1939 fu ordinato presbitero, a Firenze, dal cardinale Elia Dalla Costa. Dopo l'ordinazione proseguì gli studi al Pontificio Istituto Biblico di Roma.
Al rientro a Firenze gli fu affidata la direzione del seminario minore durante la quale fu definito dal seminarista Lorenzo Milani "uomo e prete di levatura eccezionale". Insegnante di sacra scrittura, si mise in luce nell'ambiente culturale fiorentino grazie alle doti intellettuali fino a essere nominato rettore unico dei seminari maggiore e minore nel 1955.

### Ministero episcopale
Il 19 giugno 1958 papa Pio XII lo nominò vescovo ausiliare di Lucca e vescovo titolare di Mindo. L'8 settembre seguente ricevette l'ordinazione episcopale, nella basilica fiorentina dell'Annunziata, in quanto non appartenente al capitolo della cattedrale, dall'arcivescovo coadiutore sedi datus di Firenze, Ermenegildo Florit, co-consacranti Antonio Bagnoli, vescovo di Fiesole, e Francesco Niccoli, vescovo di Colle di Val d'Elsa.
A Lucca cominciò, accanto all'ottantenne arcivescovo Antonio Torrini, il proprio magistero in punta di piedi, in una diocesi con una storia spirituale forte ma tradizionale. La sua capacità di mediare e contenere anche gli opposti gli permise di emergere come leader spirituale, ma fu la spinta del concilio che definitivamente consacrò mons. Bartoletti alla guida morale dell'arcidiocesi.
Nel gennaio 1966 fu nominato amministratore apostolico sede plena dell'arcidiocesi e, il 2 gennaio 1971, anche arcivescovo coadiutore cum iure successionis".
Chiamato a ricoprire l'incarico di segretario generale della Conferenza Episcopale Italiana il 4 settembre 1972, sotto il pontificato di papa Paolo VI, si dimise da arcivescovo di Lucca il 31 marzo 1973, dopo appena due mesi che era diventato, a pieno titolo, arcivescovo di quella diocesi.
Mons. Bartoletti propose di far leva sulla Parola di Dio. Il primo piano pastorale della CEI fu battezzato "linea Bartoletti" tanto era dominato dal suo orientamento pastorale. I documenti figli si muoveranno nell'ottica bartolettiana centrata sull'annuncio. Egli si prodigò affinché le indicazioni del Concilio Vaticano II venissero recepite e attuate dalle diocesi e dalle parrocchie. La linea Bartoletti guidò le scelte della Conferenza Episcopale Italiana fino all'arrivo della linea Ruini.
Morì improvvisamente, per infarto, al Policlinico Gemelli di Roma, dove era ricoverato da qualche giorno, nelle prime ore della mattina del 5 marzo 1976, non ancora sessantenne. Venne sepolto, accanto alla tomba di mons. Torrini, nella cattedrale di San Martino a Lucca.
L'11 novembre 2007 è stata aperta a Lucca la fase diocesana della causa per la sua beatificazione.

## Genealogia episcopale
La genealogia episcopale è:
- Cardinale Scipione Rebiba
- Cardinale Giulio Antonio Santori
- Cardinale Girolamo Bernerio, O.P.
- Arcivescovo Galeazzo Sanvitale
- Cardinale Ludovico Ludovisi
- Cardinale Luigi Caetani
- Cardinale Ulderico Carpegna
- Cardinale Paluzzo Paluzzi Altieri degli Albertoni
- Papa Benedetto XIII
- Papa Benedetto XIV
- Papa Clemente XIII
- Cardinale Marcantonio Colonna
- Cardinale Giacinto Sigismondo Gerdil, B.
- Cardinale Giulio Maria della Somaglia
- Cardinale Carlo Odescalchi, S.I.
- Vescovo Eugène de Mazenod, O.M.I.
- Cardinale Joseph Hippolyte Guibert, O.M.I.
- Cardinale François-Marie-Benjamin Richard
- Cardinale Pietro Gasparri
- Cardinale Clemente Micara
- Cardinale Ermenegildo Florit
- Arcivescovo Enrico Bartoletti